# Iryanthera obovata
Iryanthera obovata är en tvåhjärtbladig växtart som beskrevs av Adolpho Ducke. Iryanthera obovata ingår i släktet Iryanthera och familjen Myristicaceae. Inga underarter finns listade i Catalogue of Life.